# Rue Chapelle-des-Clercs
La rue Chapelle-des-Clercs est une rue ancienne du centre historique de Liège reliant la rue Souverain-Pont à la place Saint-Étienne.

## Odonymie
L'ancienne chapelle des Clercs fut fondée en 1336 par Engelbert de La Marck alors prévôt de Saint-Lambert en commémoration de la paix entre Awans et Waroux. Elle était connue aussi sous le nom de chapelle Saint-Yves et possédait un collège de douze chapelains ayant leurs prévôt, doyen, chantre et écolâtre comme les chanoines, mais ils ne disaient pas les heures canoniales.
La chapelle des Clercs avec maison et jardin furent vendus 128 000 francs le 23 germinal an IX (13 avril 1801).
Elle était située au coin de la rue Souverain-Pont et de la rue Chapelle-des-Clercs. Au XIXe siècle vis-à-vis de l'hôtel des Pays-Bas.

## Situation et description
Cette courte rue plate pavée et rectiligne mesurant environ 55 m et large d'environ 5 m relie la rue Souverain-Pont à la place Saint-Étienne en longeant le parking Saint-Denis. La rue applique un sens unique de circulation automobile dans le sens Saint-Étienne - Souverain-Pont.

## Architecture
L'hôtel de Copis est situé au coin de la rue et de la place Saint-Étienne. Cet immeuble est repris sur la liste du patrimoine immobilier classé de Liège depuis le 12 octobre 1981.

## Voiries adjacentes
- Rue Souverain-Pont
- Place Saint-Étienne
- Rue Lambert Lombard